# Придвор'є (Конавле)
42°33′ пн. ш. 18°20′ сх. д. / 42.55° пн. ш. 18.34° сх. д.
Придвор'є (хорв. Pridvorje) — населений пункт у Хорватії, у Дубровницько-Неретванській жупанії у складі громади Конавле.

## Населення
Населення за даними перепису 2011 року становило 236 осіб.
Динаміка чисельності населення поселення: